# 10-ih
1. tisućljeće
◄ | 1. stoljeće pr. Kr. | 1. stoljeće | 2. stoljeće | ►
◄ | 10-ih pr. Kr. | 0-ih pr. Kr. | 0-ih | 10-ih | 20-ih | 30-ih | 40-ih | ►
10. | 11. | 12. | 13. | 14. | 15. | 16. | 17. | 18. | 19.

## Važnije osobe
- August, rimski car (27. pr. n. e. - 14.)
- Tiberije, rimski car (14. – 37.)
- Germanik, rimski general